# 興琴布魯克郡政府
興琴布魯克郡（英語：Shire of Hinchinbrook）是澳大利亞昆士蘭州北部的地方政府，轄境有2810.8平方公里。

## 郡議會
郡議會議席有6座，選舉時不劃分選區選舉出議員；郡長為直選。

## 外部連結
- 興琴布魯克郡政府官方網站 （页面存档备份，存于）
- 興琴布魯克郡立圖書館
- 昆士蘭州立圖書館 （页面存档备份，存于）